# Antonio Gunter I de Schwarzburgo-Sondershausen
El conde Antonio Gunter I de Schwarzburgo-Sondershausen (9 de enero de 1620 - 19 de agosto de 1666) fue el conde reinante de Schwarzburgo-Sondershausen desde 1642 hasta su muerte.

## Biografía
El conde Antonio Gunter I fue el hijo del conde Cristián Gunter I de Schwarzburgo-Sondershausen (1578-1642) y su esposa, la condesa Ana Sibila (1584-1623), hija del conde Alberto VII de Schwarzburgo-Rudolstadt.
Después de la muerte de su padre, él y sus hermanos Luis Gunter II y Cristián Gunter II se dividieron Schwarzburgo-Sondershausen. Antonio Gunter I recibió la mayor parte del Bajo Schwarzburgo-Sondershausen, excepto unos pocos distritos que fueron a Luis Gunter II.
Hizo importantes aportaciones a iglesias y escuelas, y puso la primera piedra de la iglesia en Sondershausen que reemplazaba la que sufrió un incendio en 1621. En 1657, los edificios escolares y parroquiales se incendiaron, y también los reconstruyó.

## Matrimonio e hijos
Antonio Gunter I contrajo matrimonio el 29 de octubre de 1644 con María Magdalena (1622-1689), una hija del conde palatino Jorge Guillermo de Zweibrücken-Birkenfeld. Tuvieron los siguientes hijos:
- Ana Dorotea (1645-1716), desposó a Enrique IV de Reuss-Greiz (1650-1686).
- Cristián Guillermo I (1647-1721), conde y desde 1697, príncipe de Schwarzburg-Sondershausen.
- Clara Juliana (1648-1739)
- Sofía Leonor (1650-1718), Deán de Quedlinburg.
- Antonio Gunter II (1653-1716), conde y desde 1697, príncipe de Schwarzburgo-Sondershausen-Arnstadt.
- María Magdalena (1655-1727)
- Jorge Federico o Rodolfo (1657)
- Jorge Ernesto (1658-1659)
- Luis Gunter III (1660)
- Juana Isabel (1662-1720)